# Damián Quintero
Damián Hugo Quintero Capdevila (* 4. Juli 1984 in Buenos Aires, Argentinien) ist ein spanischer Karateka. Er tritt in der Kampfkunstform des Kata an.

## Karriere
Damián Quintero wurde bereits bei den Kadetten 2002 und bei den Junioren 2004 und 2005 Europameister. Im Erwachsenenbereich sicherte er sich bereits bei den Europameisterschaften 2004 in Moskau die Silbermedaille im Einzel und wurde im Jahr darauf in San Cristóbal de La Laguna mit der Mannschaft Europameister. Mit dieser belegte er bei den Europameisterschaften 2006 in Stavanger, 2007 in Bratislava und 2008 in Tallinn dreimal in Folge den dritten Platz. 2009 in Zagreb verbesserte sich die spanische Mannschaft mit Quintero auf den zweiten Platz und wiederholte dieses Resultat auch 2010 in Athen. Ebenfalls 2010 gewann er in Belgrad mit der Mannschaft mit Bronze seine erste Medaille bei einer Weltmeisterschaft. Bei den Europameisterschaften 2011 in Zürich wurde Quintero jeweils Vizeeuropameister im Einzel und mit der Mannschaft und gewann mit der Mannschaft 2012 in Adeje einmal mehr Silber. Sehr erfolgreich verliefen schließlich die Europameisterschaften 2013 in Budapest für Quintero. Sowohl im Einzel als auch in der Mannschaftskonkurrenz sicherte er sich den Titelgewinn.
2014 konnte er in Tampere diesen Erfolg nicht ganz wiederholen, als er zwar mit der Mannschaft erneut Europameister wurde, sich im Einzel als Zweiter aber Mattia Busato geschlagen geben musste. Die Weltmeisterschaften 2014 in Bremen schloss Quintero mit der Mannschaft auf dem ersten Platz ab und wurde somit erstmals Weltmeister. Eine weitere Goldmedaille folgte bei den Europaspielen 2015 in Baku, bei denen Quintero im Finale Mattia Busato besiegte. Darüber hinaus wurde er in Istanbul wie schon zwei Jahre zuvor Doppel-Europameister: im Einzel und mit der Mannschaft belegte er Platz eins. Seinen Einzeltitel verteidigte er sodann erfolgreich in den darauffolgenden Jahren. Sowohl 2016 in Montpellier, 2017 in İzmit, 2018 in Novi Sad als auch 2019 in Guadalajara gelang ihm der Titelgewinn. Dabei war von 2017 bis 2019 Ali Sofuoğlu sein Gegner im Finale. Mit der Mannschaft sicherte sich Quintero derweil lediglich noch 2016 den Gewinn der Silbermedaille. 2019 sicherte sich Quintero in Minsk nach einem Finalsieg gegen Sofuoğlu seine zweite Goldmedaille bei Europaspielen. Im Zeitraum von 2016 bis 2019 gewann er auch mehrere Medaillen bei Weltmeisterschaften: so belegte er 2016 in Linz den dritten Platz in der Mannschafts- und, nach einer Finalniederlage gegen Ryō Kiyuna, den zweiten Platz in der Einzelkonkurrenz. 2018 in Madrid kam es zur Neuauflage dieser Finalbegegnung, die Quintero mit 0:5 erneut verlor. Auch bei den Weltmeisterschaften 2021 in Dubai trafen Quintero und Kiyuna im Finale aufeinander. Mit 28,38 Punkte zu 26,66 Punkte erzielte Kiyuna dabei zum dritten Mal in Folge das bessere Ergebnis. Gegen Kiyuna hatte er bereits bei den World Games 2017 in Breslau das Nachsehen im Finale gehabt.
Bei den Europameisterschaften 2021 in Poreč zog Quintero einmal mehr ins Finale ein, verpasste mit einer Niederlage gegen Ali Sofuoğlu jedoch seinen achten Einzeltitel in Folge. Für die ebenfalls 2021 ausgetragenen Olympischen Spiele 2020 in Tokio qualifizierte sich Quintero über die Olympische Rangliste als Erstplatzierter. Die Gruppenphase beendete er mit 27,28 Punkten auf dem ersten Platz und zog damit ins Finalduell um die Goldmedaille gegen Ryō Kiyuna ein. Mit 27,66 Punkten unterlag er Kiyunas Wertung von 28,72 Punkten und erhielt somit hinter Olympiasieger Ryō Kiyuna die Silbermedaille. Die Bronzemedaillen gingen an Ali Sofuoğlu und Ariel Torres. Die Europameisterschaften 2022 in Gaziantep beendete Quintero ebenfalls auf dem zweiten Platz, nachdem er wie schon 2021 im Finale Ali Sofuoğlu unterlegen war. Bei den World Games 2022 in Birmingham gewann er eine weitere Silbermedaille.
Quintero wurde in Buenos Aires in Argentinien geboren, wuchs jedoch in Málaga in Spanien auf, wo seine Familie hinzog, als Quintero noch ein Kind war. Im Alter von sechs Jahren begann er dort mit dem Karatesport. 2011 schloss er ein Studium der Luft- und Raumfahrttechnik an der Polytechnischen Universität Madrid ab.